# Ander Mirambell
Ander Mirambell (Barcelona, 17 februari 1983) is een Spaans voormalig skeletonracer. Hij vertegenwoordigde zijn vaderland op de Olympische Winterspelen van 2010 in Vancoucer en 2014 in Sotsji, maar behaalde hierbij geen medaille.

## Carrière
Mirambell maakte zijn wereldbekerdebuut in Winterberg op 29 november 2008. Hij stond nog nooit op het podium van een wereldbekerwedstrijd. In 2010 kon Mirambell zich een eerste keer kwalificeren voor de Olympische Winterspelen. Hij eindigde op de 24e plaats.
Mirambell kwalificeerde zich voor de Olympische Winterspelen in 2014, waar hij 26e eindigde. In 2022 was hij er opnieuw bij, hij werd 24e in het eindklassement.
Hij kondigde in juni 2022 zijn afscheid aan en werd coach bij de Spaanse federatie.

## Resultaten
| Jaar | Plaats      | Resultaat |
| ---- | ----------- | --------- |
| 2010 | Vancouver   | 24e       |
| 2014 | Sotsji      | 26e       |
| 2018 | Pyeongchang | 23e       |
| 2022 | Peking      | 24e       |

| Jaar | Plaats       | Resultaat |
| ---- | ------------ | --------- |
| 2008 | Altenberg    | 27e       |
| 2009 | Lake Placid  | 27e       |
| 2011 | Königssee    | 26e       |
| 2012 | Lake Placid  | 25e       |
| 2013 | Sankt Moritz | 22e       |
| 2015 | Winterberg   | 30e       |
| 2016 | Igls         | 27e       |
| 2017 | Königssee    | 20e       |
| 2019 | Whistler     | DNS       |
| 2020 | Altenberg    | DNF       |
| 2021 | Altenberg    | DNS       |

### Wereldbeker

#### Eindklasseringen
| Seizoen   | Rang |
| --------- | ---- |
| 2008/2009 | 23e  |
| 2009/2010 | 27e  |
| 2010/2011 | 19e  |
| 2011/2012 | 23e  |
| 2012/2013 | 24e  |
| 2013/2014 | 23e  |
| 2014/2015 | 25e  |
| 2015/2016 | 21e  |
| 2016/2017 | 14e  |
| 2017/2018 | 21e  |
| 2018/2019 | 26e  |
| 2019/2020 | 38e  |
| 2020/2021 | 24e  |
| 2021/2022 | 37e  |

- Biblioteca Nacional de España: XX5371731
- Catàleg d'autoritats de noms i títols de Catalunya: 981058510331906706
- International Standard Name Identifier: 0000 0004 3071 1639
- Virtual International Authority File: 308178080
- WorldCat: E39PBJvXhfT4MDVFrhtmkYbWXd